# Marjorie Housepian Dobkin
Marjorie Dobkin, nata Marjorie Anaïs Housepian (Manhattan, 21 novembre 1922 – Emerson, 8 febbraio 2013), è stata una scrittrice e insegnante statunitense di inglese al Barnard College, Columbia University, New York. I suoi libri includono il romanzo A Houseful of Love (un bestseller del New York Times e del New York Herald Tribune) e la storia Smyrna 1922: The Destruction of a City..

## Biografia
Housepian Dobkin nacque nel 1922 da Moses Housepian e da sua moglie Makrouhie Housepian (nata Ashjian), immigrati armeni a New York City, due mesi e mezzo dopo che suo nonno era stato ucciso da un soldato turco durante l'incendio di Smirne da cui sua nonna era fuggita come rifugiata. Suo fratello minore era il neurochirurgo Edgar Housepian. Ha frequentato il Barnard College, laureandosi nel 1944. È stata professoressa di letteratura e scrittura dal 1957 al 1993, nonché preside associato di studi alla Barnard dal 1976 al 1993. Tra i suoi studenti c'era la scrittrice Margaret Cezair-Thompson. 

La sua carriera accademica: insegnante di inglese al Barnard College (1957-1988), preside associato di studi (1976-1993), professore di inglese (1988-1993) e (1993-2013),  professore emerito (1993-2013).

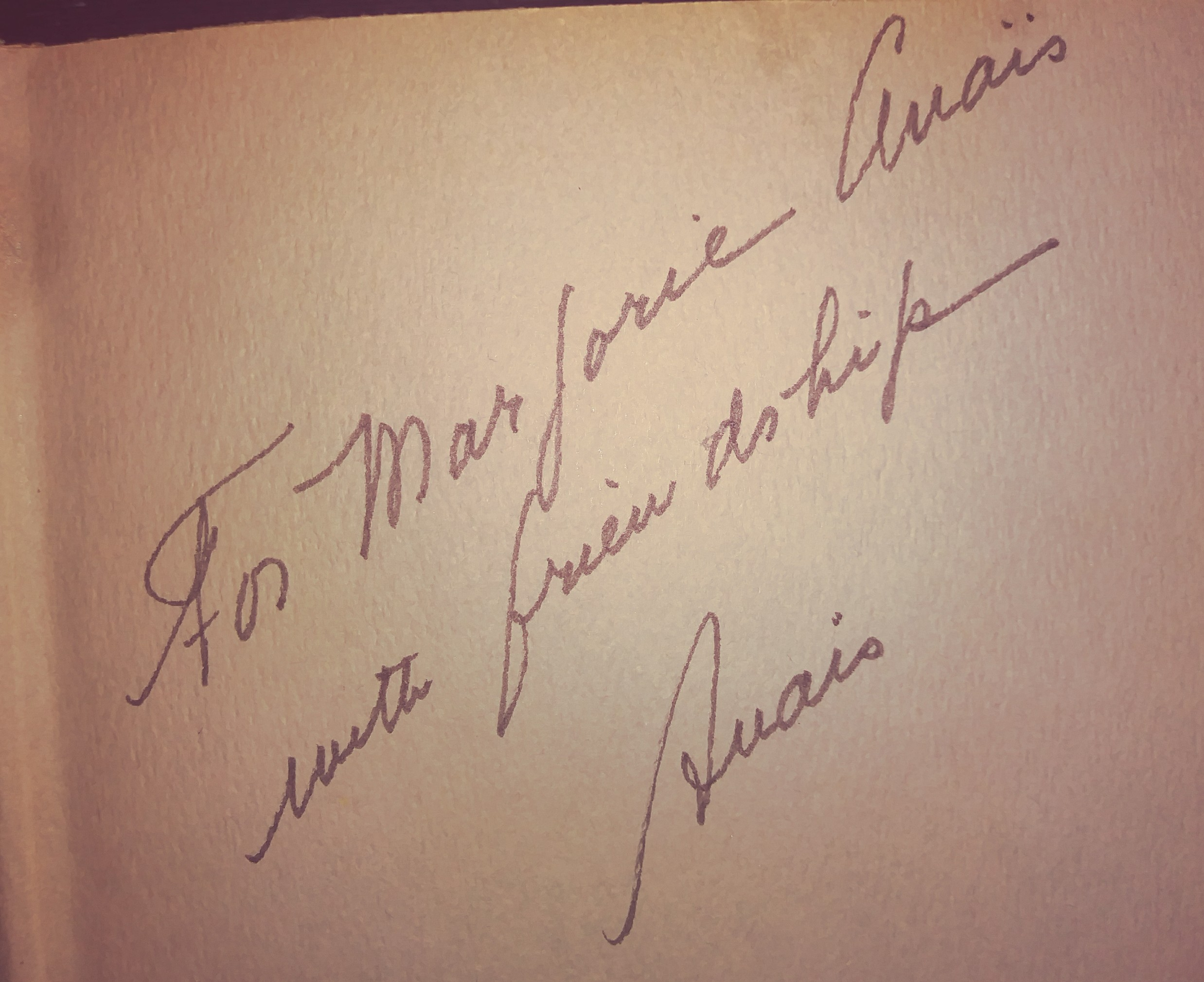
The Diary of Anaïs Nin
scritto da Anaïs Nin a Marjorie Anaïs Housepian Dobkin

Viveva vicino a Barnard al 425 di Riverside Drive.  Morì nel febbraio 2013.

## Premi e onorificenze
Le è stato assegnato il premio Anania Shirakatsi dell'Accademia delle Scienze dell'Armenia sovietica  ed è stata anche insignita di un dottorato onorario dal Wilson College.

## Opere
- A Houseful of Love (Random House, 1957)
- The Smyrna Affair (versione americana, Harcourt Brave Jovanovich, 1971; ripubblicato da Newmark Press con il titolo Smyrna 1922: The Destruction of a City) Smyrna 1922 (versione inglese, Faber and Faber, 1972)
- Il genocidio non ricordato (articolo su Commentary)
- La creazione di una femminista: i primi diari e lettere di M. Carey Thomas (Kent State University Press, 1977)
- George Horton e Mark L. Bristol: forze opposte nella politica estera degli Stati Uniti, 1919-1923 (1983)
- Inside Out (scritto con Jean Cullen, Ivy Books, 1989)